# Денисов, Александр Константинович
Алекса́ндр Константи́нович Дени́сов (2 декабря 1913, Слаим, Спасский уезд, Тамбовская губерния, Российская империя — 22 января 1991, Йошкар-Ола, Марийская ССР, РСФСР, СССР) — советский учёный-лесовод, доктор сельскохозяйственных наук, профессор. Заведующий кафедрой лесоводства и дендрологии Марийского политехнического института (1971—1979). Заслуженный лесовод Марийской АССР (1966), заслуженный деятель науки и техники МАССР (1972). Член Научно-технического совета Министерства лесного хозяйства РСФСР. Участник Великой Отечественной войны.

## Биография
Родился 2 декабря 1913 года в с. Слаим ныне Торбеевского района Мордовии в крестьянской семье.
Работал разнорабочим, плотником, матросом, электромонтёром на Волховской ГЭС. 
В 1937 году окончил лесотехнический техникум в г. Козьмодемьянске Марийской АССР, в 1938 году — рабфак Лесотехнической академии в Ленинграде, а в 1942 году — факультет лесного хозяйства Поволжского лесотехнического института (с отличием). Некоторое время работал учителем в школе.
В мае 1942 года призван в РККА. Участник Великой Отечественной войны: после командирских ускоренных курсов в зенитно-пулемётной школе под Арзамасом в звании лейтенанта со своим взводом в составе лыжного батальона 32 особой стрелковой бригады был отправлен на Северо-Западный фронт, где на Ржевско-Вяземском плацдарме велись постоянные активные бои. Во время проведения Демянской наступательной операции 15—22 февраля 1943 года по устранению немецкого плацдарма для наступления на Москву был тяжело ранен, после лечения в госпитале комиссован. Награждён орденами Отечественной войны I степени, Красной Звезды и юбилейными медалями Победы.
В 1943—1945 годах работал инженером Управления местной топливной промышленности Марийской АССР, начальником Козьмодемьянского леспромхоза.
В 1948—1971 годах — преподаватель, в  1971—1979 годах — заведующий кафедрой лесоводства и дендрологии Марийского политехнического института. В 1967 году ему присвоена степень доктора сельскохозяйственных наук.
В 1966 году ему присвоено почётное звание «Заслуженный лесовод Марийской АССР», в 1972 году — звание «Заслуженный деятель науки и техники Марийской АССР». Награждён орденом Дружбы народов, медалями, в том числе медалью «За трудовую доблесть», а также почётными грамотами. 
Скончался 22 января 1991 года в г. Йошкар-Оле.

## Научная деятельность
В 1945 году поступил в аспирантуру Поволжского лесотехнического института к профессору М. В. Колпикову, окончил её в 1948 году. Диссертация А. К. Денисова на соискание ученой степени кандидата сельскохозяйственных наук называлась «Генезис пойменных дубрав Камско-Ветлужского междуречья» и была успешно защищена в 1950 г. Отдельные материалы диссертации по рекомендации академика В. Н. Сукачева были опубликованы в «Докладах АН СССР». Кандидат сельскохозяйственных наук (1950).
В 1966 году успешно защитил докторскую диссертацию по теме «Дубовые леса Севера». Доктор сельскохозяйственных наук (1967).
Является автором более 10 книг и брошюр, 100 научных статей. Имел авторское свидетельство Комитета по изобретениям и открытиям при Совете министров СССР. 
Известен как исследователь природы дубрав европейской России, типологии приречных лесов, экологии пород в лесах Среднего Поволжья. Обратившись к данным спорово-пыльцевого анализа, работам географов, зоологов, палинологов, почвоведов, морфологов, лесоводов, фитоценологов и к сводкам метеонаблюдений, он высказал свои предположения о развитии дубрав в течение голоцена. Интересны его наблюдения многоформенности желудей: он изучил широко-плодные и длинноплодные желуди, которые встречаются у данного вида дуба разных морфологических форм, произрастающих по соседству. Также он составил геоботанические описания дубрав, их типологию, указал на необходимость природоохранных мероприятий в отношении как дубрав, так и отдельных деревьев-долгожителей. Его материалы служат настольной книгой для молодых геоботаников Марий Эл.
Был членом Научно-технического совета Министерства лесного хозяйства РСФСР, членом Специализированного совета Марийского политехнического института по присуждению учёной степени кандидата наук, Учёного совета Ленинградской лесотехнической академии по присуждению учёной степени доктора наук. Руководил разработкой ряда хоздоговорных и госбюджетных научно-исследовательских тем, выполнял задания Министерства лесного хозяйства Марийской АССР, Совета Министров Марийской АССР, Минлесхоза РСФСР научно-технического и природоохранного характера. Также был официальным оппонентом ряда советов по присуждению учёных степеней, рецензентом ВАК и редакций научно-технических журналов лесного профиля.

## Основные научные работы
Далее представлен список основных научных работ А. К. Денисова:
- Денисов А. К. Генезис пойменных дубрав Камско-Ветлужского междуречья: Автореф. Дис. ... канд. с.-х. наук. — Л., 1948. — 25 с.
- Денисов А. К. Биологические особенности пойменного дуба и защитные лесные полосы по берегам рек // Лес и степь. — 1950. — № 10. — С. 40—45.
- Денисов А. К. Некоторые закономерности естественного развития дубрав // Лесное хозяйство. — 1950. — № 4. — С. 41—42.
- Денисов А. К. Пойменные дубравы лесной зоны. — М.; Л.: Гослесбумиздат, 1954. — 84 с.
- Денисов А. К. Пойменные дубравы Марийской АССР // Природа Марийской АССР. — Йошкар-Ола: Маркнигоиздат, 1957. — С. 114—118.
- Денисов А. К. Сборник вопросов и упражнений по лесоводству. Учебное пособие для студентов лесохозяйственной специальности. — Йошкар-Ола: Изд-во Поволжск. лесотех. ин-та, 1958. — 130 с. (Совместно с А. Р. Чистяковым, Б. М. Алимбеком, Т. И. Малочкой).
- Денисов А. К. Типы лесов Марийской АССР и сопредельных районов. — Йошкар-Ола: Маркнигоиздат, 1959. — 76 с. (Совместно с А. Р. Чистяковым).
- Денисов А. К. Деревья — летописцы погребенных почв // Природа. — 1960. — № 1. — С. 102—103.
- Денисов А. К. Развитие придаточных корней в песчаном аллювии древесными и кустарниковыми породами южной тайги // Ботанический журнал. — 1960. — Т. 45. — № 10. — С. 1516—1522.
- Денисов А. К. Защитно-водоохранная роль прирусловых лесов и принципы хозяйства в них. — М.; Л.: Гослесбумиздат, 1963. — 140 с.
- Денисов А. К. Сохраним и рационально используем дубовые леса Марийской АССР. — Йошкар-Ола: Маркнигоиздат, 1965. — 60 с.: ил., карт.; 20 см.
- Денисов А. К. Дубовые леса Севера: Автореф. дисс. ... д-ра с.-хоз. наук. — Красноярск, 1966. — 48 с.
- Денисов А. К. Леса Кировской области // Леса СССР. — М.: Наука, 1966.  — Т. 1. — С. 341—377.
- Денисов А. К. Поражаемость древостоев морозобойными трещинами в связи с типами леса // Лесоведение. — 1968. — № 4. — С. 56—61.
- Денисов А. К. Северная граница ареала дуба черешчатого в СССР и ее динамика за агрикультурное время // Ботанический журнал. — 1970. — Т. 55. — № 6. — С. 815—827.
- Денисов А. К. Анемохория берёз пушистой и бородавчатой // Известия вузов СССР. Лесной журнал. — 1973. — № 3. — С. 6—9. (Совместно с С. А. Денисовым, Е. К. Кудрявцевым).
- Денисов А. К. Цена растущему лесу // Лесное хозяйство. — 1973. — № 12. — С. 72—75.
- Денисов А. К. Лесоводственные проблемы лесоустройства // Лесное хозяйство. — 1976. — № 8. — С. 40–43.
- Денисов А. К. Типология пойменных лесов южной европейской тайги. — Горький: Изд-во ГГУ, 1979. — 46 с.
- Денисов А. К. Послеледниковая динамика северной границы ареала дуба черешчатого в СССР и филоценогенез дубрав Севера// Лесоведение. — 1980.  — № 1. — С. 3—11.
- Денисов А. К. Об одном исследовании // Известия вузов СССР. Лесной журнал. — 1982. — № 6. — С. 128—129.
- Денисов А. К. Естественному лесовозобновлению — глубокий анализ и содействие // Лесное хозяйство.  — 1984. — № 11. — С. 21—23.
- Денисов А. К. Практикум по лесоведению. Йошкар-Ола, 1985. — 95 с. (Совместно с С. А. Денисовым, Ю. Г. Мальковым).
- Денисов А. К. Лесоводство. Методические указания и рабочая программа по изучению курса для студентов, специальность 1512. — Йошкар-Ола, 1987. — 25 с. (Совместно с Ф. В. Агиуллиным).
- Денисов А. К. Семьдесят лет Высшей лесной школе Поволжья // Известия вузов СССР. Лесной журнал. — 1989. — № 2. — С 133—135.
- Денисов А. К. Г. Ф. Морозов и развитие лесоводства в Поволжье // Лесоводство, лесоведение и лесные культуры. — Л.: Изд-во ЛГУ, 1991. — С. 6—8.(Совместно с Ф. В. Аглиуллиным).

## Звания и награды

### Трудовые
- Заслуженный лесовод Марийской АССР (1966)[1]
- Заслуженный деятель науки и техники Марийской АССР (1972)[1]
- Орден Дружбы народов (1982)[1]
- Медаль «За трудовую доблесть» (1961)[1]
- Медаль «За доблестный труд. В ознаменование 100-летия со дня рождения Владимира Ильича Ленина» (1970)[1]
- Медаль «Ветеран труда»[2]
- Почётная грамота Президиума Верховного Совета Марийской АССР[2]
- Почётная грамота Советского комитета защиты мира[2]

### Боевые
- Орден Отечественной войны I степени (1985)[4]
- Орден Красной Звезды (30.05.1951)[7]
- Медаль «Двадцать лет Победы в Великой Отечественной войне 1941—1945 гг.»[2]
- Медаль «Тридцать лет Победы в Великой Отечественной войне 1941—1945 гг.»[2]
- Медаль «Сорок лет Победы в Великой Отечественной войне 1941—1945 гг.»[2]
- Медаль «50 лет Вооружённых Сил СССР»[2]
- Медаль «60 лет Вооружённых Сил СССР»[2]
- Медаль «70 лет Вооружённых Сил СССР»[2]

## Память
- Личный фонд А. К. Денисова хранится в Государственном архиве Республики Марий Эл[8].